# Julian Sykała
Julian Sykała (ur. 13 września 1874 w Tyczynie, zm. 4 kwietnia 1925 we Lwowie) – polski działacz gospodarczy i oświatowy, poseł na Sejm I kadencji w II RP z ramienia Związku Ludowo-Narodowego.

## Życiorys
Gimnazjum ukończył w Rzeszowie, zaś w 1896 r. Akademię Górniczą w Leoben w Austrii. Później pomagał młodszym kształcącym się braciom.
Po odbyciu jednorocznej służby wojskowej w oddziale artylerii wałowej w Krakowie, został inżynierem górniczym w gwarectwie Łazach na Śląsku Cieszyńskim, początkowo w charakterze asystenta, następnie zawiadowcy szybów „Zofji" w Porębie i „Nowego" w Łazach.
W 1905 ożenił się z Władą (Władysławą) Wojciechowską, nauczycielką. Wspólnie z żoną wolny czas poświęcał pracy społeczno-narodowej. Był członkiem rady nadzorczej Towarzystwa Oszczędności i Zaliczek w Cieszynie, radnym gminy w Porębie. a jako długoletni członek zarządu Macierzy Szkolnej ks. Cieszyńskiego położył duże zasługi przy zakładaniu szkół polskich, a zwłaszcza gimnazjum i bursy w Orłowej. Należał również do grona założycieli szkoły górniczej w Dąbrowie Śląskiej, brał udział w pracach i staraniach o otwarcie Akademii Górniczej w Krakowie, którą się stale interesował i opiekował.
Był członkiem Ligi Narodowej w 1916 roku. W 1919 r. Sykała został aresztowany przez Czechów w Łazach. Sympatyzujący z nim robotnicy, których umiał sobie zjednać, wstrzymali pracę i wraz z rodzinami żądali jego uwolnienia. Czesi proponowali mu wyjazd z rodziną i mieszkanie w najpiękniejszej miejscowości Czech na koszt rządowy, byleby tylko usunął się ze Śląska. Sykała odrzucił tę propozycję, a także i wikt oficerski w więzieniu, ażeby się móc spotykać z aresztowanymi robotnikami i podtrzymywać ich na duchu. Wywieziony został potem z żoną w głąb Moraw.
Następnie – utraciwszy dobrą posadę i emeryturę, mimo że przez 22 lata płacił składki do funduszu emerytalnego – przeniósł się do Zagłębia Dąbrowskiego i został dyrektorem technicznym Warszawskiego Towarzystwa Kopalni Węgla i Zakładów Hutniczych w Niemcach.
Był jednym z założycieli pierwszego polskiego Towarzystwa dla Przedsiębiorstw Górniczych. Brał udział w pracach Rady Zjazdu Przemysłowców Górniczych i w Kole Stowarzyszenia Polskich Inżynierów Górnictwa i Hutnictwa, zdobywając nie tylko poważanie rządu i przemysłu, ale i szacunek robotników.
W 1922 z ramienia wielkiego przemysłu wszedł do Sejmu z listy państwowej. Pracował w Komisjach: Ochrony Pracy i Przemysłowo Handlowej, zajmując się sprawami gospodarczymi i fachowymi. Nie angażował się politycznie, dążył do pogodzenia walczących stronnictw bez jakichkolwiek osobistych ambicji, toteż był powszechnie ceniony i szanowany. Na początku 1925 r. został mianowany przez Ministerstwo Skarbu członkiem rady nadzorczej Towarzystwa Eksploatacji Soli Potasowej, a potem generalnym dyrektorem tego towarzystwa. Zmarł w trakcie trwania kadencji Sejmu.